# Odontopera muscularia
Odontopera muscularia là một loài bướm đêm trong họ Geometridae.